# パシオン
「パシオン」は、日本のダンスボーカルグループBuzyの4枚目で最後のシングルである。2005年11月9日にインペリアルレコード（テイチクエンタテインメント）から発売された。

## 概要
- ラストシングル。
- ジャケットイラストは新藤晴一が手がけた。
- 通常盤と初回限定盤の二種リリース。初回限定盤はDVD付き。
- PV監督は前畑貴文で、小松彩夏が出演しているが、メンバーは一切出演していない。

## 収録曲

### CD
1. パシオン[4:19]
作詞：新藤晴一／作曲・編曲：本間昭光
2. 泣きたい夜に聞きたい言葉[4:00]
作詞：新藤晴一／作曲・編曲：本間昭光
3. パシオン (instrumental)[4:20]

### DVD(初回限定盤のみ)
1. パシオン(PV)
2. 特典映像

## 収録アルバム
- オリジナル『Buzy』（2006年1月25日）

## タイアップ
- パシオン
  - TBS系「ランク王国」オープニングテーマ
  - NBN「女魂」エンディングテーマ
  - NBN他「POWER JAM」エンディングテーマ